# Форт (предприятие)
Казённое предприятие «Научно-производственное объединение „Форт“» Министерства внутренних дел Украины (укр. Казенне підприємство «Науково-виробниче об'єднання «Форт» Міністерства внутрішніх справ України» ) — ведущее государственное предприятие Украины, специализирующееся на разработке и производстве огнестрельного оружия и спецсредств для сотрудников правоохранительных органов и других силовых структур.
При выборе названия для предприятия, основатели исходили из того, что во многих языках слово форт означает «усиление», «защиту», «укрепление». Английское «fort» означает «укреплённое место». Однокоренное слово есть и в украинском языке — «фортеця» (крепость, укрепление).

## История
НПО «Форт» было основано 24 января 1991 года в качестве государственного специализированного малого научно-производственного предприятия, специально для разработки и внедрения в производство средств специальной защиты для сотрудников органов внутренних дел. Базой для предприятия послужило специальное отделение УВД Винницкой области по производству спецсредств.
В 1994 году с целью укрепления научной, конструкторско-технологической и опытно-экспериментальной базы для разработки и производства отечественного огнестрельного оружия и спецсредств решением правительства на баланс МНПО «Форт» был передан Винницкий научно-опытный приборостроительный завод и таким образом создано Научно-производственное предприятие «Форт» МВД Украины.
В 1998 году Кабинет Министров Украины принял решение о присвоении объединению статуса казённого.
В конце марта 1998 года был открыт цех для серийного производства пистолетов.
В том же году на базе чешских пистолетов ČZ-75 и ČZ-83 был начат выпуск пистолета Форт-12, для производства которого из Чехии было доставлено необходимое оборудование.
В октябре 2000 года Форт заключил соглашение на поставку пистолетов в Узбекистан.
В 2002 году, освоив технологию электрошлаковой переплавки предприятие наладило собственное ствольное производство (до этого времени стволы поставлялись фирмой Česká Zbrojovka).
С 2003 года предприятие начинает проводить агрессивную маркетинговую политику вхождения на мировые рынки.
К 2004 году было продано 500 пистолетов Форт.
К проходившим в августе 2004 года 28-м Олимпийским играм, НПО «Форт» обеспечило афинских полицейских резиновыми дубинками и наручниками.
В 2007 году на предприятии были разработаны варианты модернизации автоматов Калашникова (с установкой прицельной планки Пикатинни и складных телескопических прикладов) для спецподразделений СБУ и МВД Украины. С 2008 года было налажено совместное производство оружия по израильской лицензии.
25 декабря 2008 года приказом МВД Украины предприятию было поручено приступить к изготовлению и поставкам автомобильных номерных знаков. 11 февраля 2009 года между МВД и НПО «Форт» было заключено соответствующее соглашение.
В июне 2009 года НПО «Форт» начало выпуск автоматов «Форт-222/223/224» на базе штурмовой винтовки «Tavor» израильской компании IWI. Кроме того, «Форт» наладил выпуск пистолетов, 60 % комплектующих для которых изготавливалось на Украине, 40 % — импортировалось из Израиля.
26 октября 2010 года, посетивший предприятие с рабочей поездкой премьер-министр Николай Азаров сообщил, что правительство изучит возможность ведения постоянного госзаказа на оружие и спецсредства, и уточнил, что «Форт» имеет в этой связи значительные перспективы для развития.
27 октября 2010 года, постановлением № 1040, Кабинет министров Украины выделил предприятию на безвозвратной основе 19,3 млн грн. для приобретения производственной линии и организации на базе НПО «Форт» производства деталей оружия на основе технологии инжекционного формирования металлических порошков.
В ноябре 2010 предприятие победило в объявленном МВД тендере на закупку всех модификаций транзитных номерных знаков, и получило заказ на поставку 1157 млн единиц в 2011 году, на общую сумму 133,7 млн грн.
12 ноября 2010 года государственный «Ощадбанк» принял решение приобрести у НПО «Форт» 121 пистолет Форт-17 и 23,95 тыс. патронов к ним. 19 апреля 2011 года НПО «Форт» выиграло тендер на поставку «Ощадбанку» ещё 327 пистолетов «Форт» и 41,75 тыс. патронов 9×18 мм ПМ (на общую сумму 867,639 тыс. грн).
8 июля 2011 года, по результатам тендеров, МВД заключило с НПО «Форт» контракт на закупку 336 единиц огнестрельного оружия (164 пистолета Форт-21, из них 54 с глушителями; 100 пистолетов Форт-17-05 в комплекте с футляром; 51 пистолет-пулемёт Форт-224, из них 27 с глушителями звука выстрелов; 7 автоматов Форт-221; 7 пулемётов Форт-401 и 7 помповых дробовиков Форт-500). Стоимость контракта составила 6,23 млн грн.
В апреле 2012 года для военизированной охраны ПАО «Укргидроэнерго» было закуплено 118 пистолетов «Форт-17» на сумму 326,4 тыс. грн. (с НДС).
16 мая 2014 года было принято решение о выделении НПО «Форт» кредита в размере 100 млн гривен.
В августе 2014 года на официальном сайте НПО «Форт» были представлены новые типы оружия израильской разработки: пистолет-пулемёт Micro-Uzi (под наименованием «Форт-226»), автомат «Galil ACE» под патрон 5,56×45 мм (под наименованием «Форт-227») и автомат «Galil ACE» под патрон 7,62×39 мм (под наименованием «Форт-228»)
3 октября 2014 начальник центрального ракетно-артиллерийского управления Вооруженных сил Украины полковник Виталий Отаманюк сообщил, что до конца 2014 года украинской армии планируется передать около 500 штурмовых винтовок «Форт-221» и «Форт-224»
В декабре 2018 года на предприятии освоили производство патронов 9×18 мм и 9х19 мм.

## Деятельность
На предприятии работает свыше 600 квалифицированных специалистов, производство оснащено высокоточными обрабатывающими центрами, современной компьютерной техникой, внедряются современные технологии. Деятельность научно-производственного объединения охватывает сразу несколько направлений, самое важное из которых относится к разработке высоких технологий в области изготовления стрелкового оружия, в частности программное обеспечение баллистического проектирования, компьютерная методика регистрации объектов, методики химико-термической обработки деталей, позволяющие использовать пистолеты фирмы в сложных климатических условиях.
Цех производства пистолетов — единственное место на Украине, где в сколько-нибудь значительных количествах производится стрелковое оружие. Также на предприятии создана единственная в стране экспериментальная лаборатория для испытания оружия.
Основной продукцией предприятия является стрелковое оружие (в основном, пистолеты серии «Форт»), значительную часть продукции составляет травматическое оружие для гражданского рынка.
Значительная часть (2008 год — 40 %; 2009 год — от 65 %) продукции предприятия ориентирована на экспорт.
Основными покупателями продукции предприятия являются несколько стран СНГ, также имели место поставки некоторым странам Юго-Восточной Азии. Государственный заказ составляет 3--5 %: в основном пистолеты поступают в МВД, СБУ, ГНСУ и ГПСУ, а также бойцы полка спецназначения «Азов». До середины 2004 года только 12 % личного состава МВД Украины были оснащены пистолетами Форт.

## Продукция
Предприятие производит стрелковое оружие. В разное время выпускались (и выпускаются):
- Пистолеты: Форт-5[укр.], Форт-6, Форт-7, Форт-9, Форт-12, Форт-14, Форт-15, Форт-17, Форт-19, Форт-21.01, Форт-21.02, Форт-21.03, Форт-28;
- Спортивные пистолеты: Сокіл, Беркут, Кобра, Кордон;
- Травматические пистолеты: Форт-Д[укр.], Форт-5Р, Форт-6Р, Форт-9Р, Форт-10Р, Форт-10Т, Форт-12Р, Форт-12Т, Форт-12РМ, Форт-14Р, Форт-17Р, Форт-17Т, Форт-18Р, Форт-19Р;
- Газовые пистолеты: Форт-5Г, Форт-12Г, Форт-17Г;
- Помповые ружья: Форт-500 (Форт-500А, Форт-500М, Форт-500П, Форт-500Т, Форт-500ФС);
- Автоматическое оружие:
  - Автоматы: АКМ-Ф, АКМС-Ф[39]
  - Пистолеты-пулемёты: Форт-224 (IWI Tavor), Форт-226 (IMI Micro Uzi);[39]
  - Штурмовые винтовки: (Автоматы) Форт-221 / Форт-224 (IWI Tavor),  Форт-227 / Форт-228 / Форт-229 (IMI Galil ACE);[39]
- Снайперские винтовки: Форт-301 (IMI Galatz);
- Пулемёты: Форт-401 (IMI Negev);
- Гранатомёты: Форт-600 / Форт-600A (GL-06), Форт-610;
- Ножи: Форт-100, Форт-135.

Также, на предприятии производится наградное оружие (в частности, «Именное огнестрельное оружие»)
Предприятие производит переделку оружия советского производства:
- советские пистолеты ПМ и револьверы «наган» переделывают в травматическое оружие — ПМ-РФ и Наган-РФ;
- производится также конверсионное нарезное оружие:
  - малокалиберные однозарядные винтовки ТОЗ-8ОПФ, ТОЗ-12ОПФ;
  - 7,62-мм карабины СКС-МФ (советские карабины СКС без штыка) и «Форт-207» (советские карабины СКС с новыми цевьем и прикладом из чёрной пластмассы)
  - 7,62-мм самозарядные карабины на базе автоматов АКМ: «Форт-201» и «Форт-202» (АКМС-МФ со складным металлическим прикладом), «Форт-205» (АКМ-МФ с деревянным прикладом), «Форт-206» (АКМТ-МФ с новым пластмассовым цевьем, ствольной накладкой и телескопическим прикладом);
  - 5,56-мм самозарядный карабин «Tavor-21»

Кроме того, предприятие выпускает:
- Аксессуары для огнестрельного оружия: глушители звука выстрела Форт-4; прицельные планки «Пикатинни».
- Патроны для травматического оружия: Форт-Т, Форт-РР;
- Спецсредства: наручники БР-М-92, кандалы КМ-4, резиновые палки ПР-М и ПРС, пластиковые тонфы, противоударные щиты «Форт-ЩПА».